# Alexander H. Holley

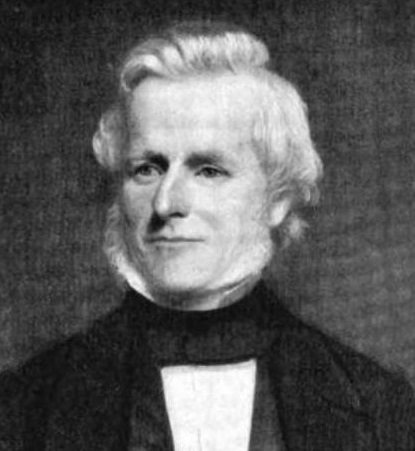
Alexander H. Holley.

Alexander Hamilton Holley, född 12 augusti 1804, död 2 oktober 1887, var en amerikansk politiker och guvernör i Connecticut.

## Barndom och uppväxt
Alexander H. Holley föddes i Salisbury, Connecticut, den 12 augusti 1804. Han läste vid offentliga skolor i Massachusetts, Connecticut och New York.

## Yrkesliv
Holley blev verkställande direktör för Holley Manufacturing Company 1854 och satt kvar på den posten resten av sitt liv. Han blev också direktör på Salisbury Iron Bank och Connecticut Western Railroad.

## Politisk karriär
Holley blev viceguvernör i Connecticut den 3 maj 1854 och tjänstgjorde under guvernören Henry Dutton för Whigpartiet. Han innehade den posten de två år som Dutton var guvernör.
Holley valdes till den förste Republikanske guvernören i Connecticut 1857. Han efterträdde William T. Minor på posten den 6 maj det året. Under hans mandatperiod godkände hans regim kravet på nyblivna medborgare att de var tvungna att vänta ett år på att få rösta.
Han lämnade tjänsten som guvernör efter bara en mandatperiod, den 5 maj 1858, och efterträddes av sin partikamrat William A. Buckingham.

## Familj
Holley var gift två gånger och fick sex barn. Hans mest kända barn var Alexander Lyman Holley, en pionjär inom amerikansk ståltillverkning.
Alexander H. Holley avled den 2 oktober 1887.